# Stenocarsia sthenoptera
Stenocarsia sthenoptera là một loài bướm đêm trong họ Noctuidae.